# Messier 26
Messier 26 (auch als NGC 6694 bezeichnet) ist ein +8,0 mag heller offener Sternhaufen mit einer Winkelausdehnung von 15' im Sternbild Schild.